# Deutsche Gesellschaft für Kristallographie
Die Deutsche Gesellschaft für Kristallographie ist ein gemeinnütziger Verein mit Sitz in Berlin. Als freiwillige Vereinigung kristallographisch tätiger oder an der Kristallographie interessierter Wissenschaftler und anderer Personen und Einrichtungen ist ihr Ziel die Förderung der Kristallographie in Lehre, Forschung und industrieller Praxis sowie in der Öffentlichkeit, insbesondere durch Pflege des Erfahrungs- und Gedankenaustauschs sowie der Weiterbildung im nationalen und internationalen Rahmen. Arbeitskreise widmen sich bestimmten Gebieten der Kristallographie. Die Gesellschaft hat etwas mehr als 1000 Mitglieder.

## Aktivitäten
Die DGK vertritt die Kristallographie in nationalen und internationalen wissenschaftlichen Einrichtungen. Insbesondere ist die DGK Mitgliedskörperschaft der International Union of Crystallography (IUCr) und der European Crystallographic Association (ECA). Die DGK nominiert Kandidaten für die kristallographisch relevanten Fachkollegien der Deutschen Forschungsgemeinschaft.
Der Verein richtet jährlich, normalerweise im Frühjahr, eine Jahrestagung aus.
Die DGK gibt eine Veröffentlichung, die „Mitteilungen“, heraus, die jährlich an die Mitglieder versendet wird.
Mit in der Regel jährlich vergebenen Preisen werden besondere wissenschaftliche Leistungen gewürdigt. Die DGK vergibt dazu folgende Preise: Die Carl-Hermann-Medaille für das wissenschaftliche Lebenswerk herausragender Forscherpersönlichkeiten auf dem Gebiet der Kristallographie sowie den Max-von-Laue-Preis für Nachwuchswissenschaftler. Weiterhin werden mit der Will-Kleber-Gedenkmünze hervorragende wissenschaftliche Beiträge ausgezeichnet. Der Waltrude-und-Friedrich-Liebau-Preis zur Förderung der Interdisziplinarität der Kristallographie wird von der Deutschen Gesellschaft für Kristallographie stellvertretend für die Waltrude und Friedrich Liebau Stiftung vergeben. Außerdem wird ab dem Jahr 2022 der Lieselotte-Templeton-Preis für sehr gute Bachelor-, Masterarbeiten oder ähnliche Abschlussarbeiten im Bereich der Kristallographie, benannt nach der deutschen Kristallographin Lieselotte Templeton, vergeben.
Die DGK wird die IUCr-Konferenz im Jahr 2029 in Berlin ausrichten. Zuletzt fand die IUCr-Konferenz im Jahr 1984 in Deutschland statt, und zwar in Hamburg.
In einem Blog auf der Homepage der DGK werden in unregelmäßigen Abständen Beiträge verfasst mit Themen, wie „Studieren während der Coronapandemie“, Hinterlegen von Kristallstruktur-Datensätzen in der ICSD-Datenbank, Berichte über Personen oder über vergangene Tagungen.

## Geschichte
Der Verein wurde am 12. März 1991 in München durch Zusammenschluss der wissenschaftlichen Vereinigungen „Arbeitsgemeinschaft Kristallographie“ und „Vereinigung für Kristallographie“ gegründet. Die Zusammenführung der westdeutschen AGKr unter Leitung von Wolfram Saenger mit der VFK der DDR unter Leitung von Ursula Steinike (Berlin) wurde durch Abstimmung der Mitglieder dieser Gesellschaften beschlossen. Erster gewählter Vorsitzender der Deutschen Gesellschaft für Kristallographie war Heinz Schulz.
Vorsitzende seit der Gründung:
| Zeitraum  | Vorsitzender         |
| --------- | -------------------- |
| 1991–1994 | Heinz Hermann Schulz |
| 1994–1997 | Hans Burzlaff        |
| 1997–2000 | Gernot Heger         |
| 2000–2003 | Peter Paufler        |
| 2003–2006 | Wulf Depmeier        |
| 2006–2009 | Wolfgang Neumann     |
| 2009–2012 | Udo Heinemann        |
| 2012–2015 | Wolfgang Schmahl     |
| 2015–2018 | Susan Schorr         |
| 2018–2021 | Ralf Ficner          |
| 2021–2024 | Thomas Schleid       |
| seit 2024 | Ute Kolb             |

Die Jahrestagung der DGK findet jedes Jahr ein einem anderen Ort (üblicherweise in Deutschland) statt. 2020 wurde die Tagung gemeinsam mit der Polish Crystallographic Association (PCA) in Breslau organisiert. 2021 sollte die Tagung in Hamburg am DESY stattfinden und 2022 in München, aufgrund der Coronapandemie wurden sie jedoch online durchgeführt. 2023 fand die DGK-Jahrestagung in Frankfurt am Main statt.